# Câmara de Comércio e Indústria Portuguesa - Associação Comercial de Lisboa

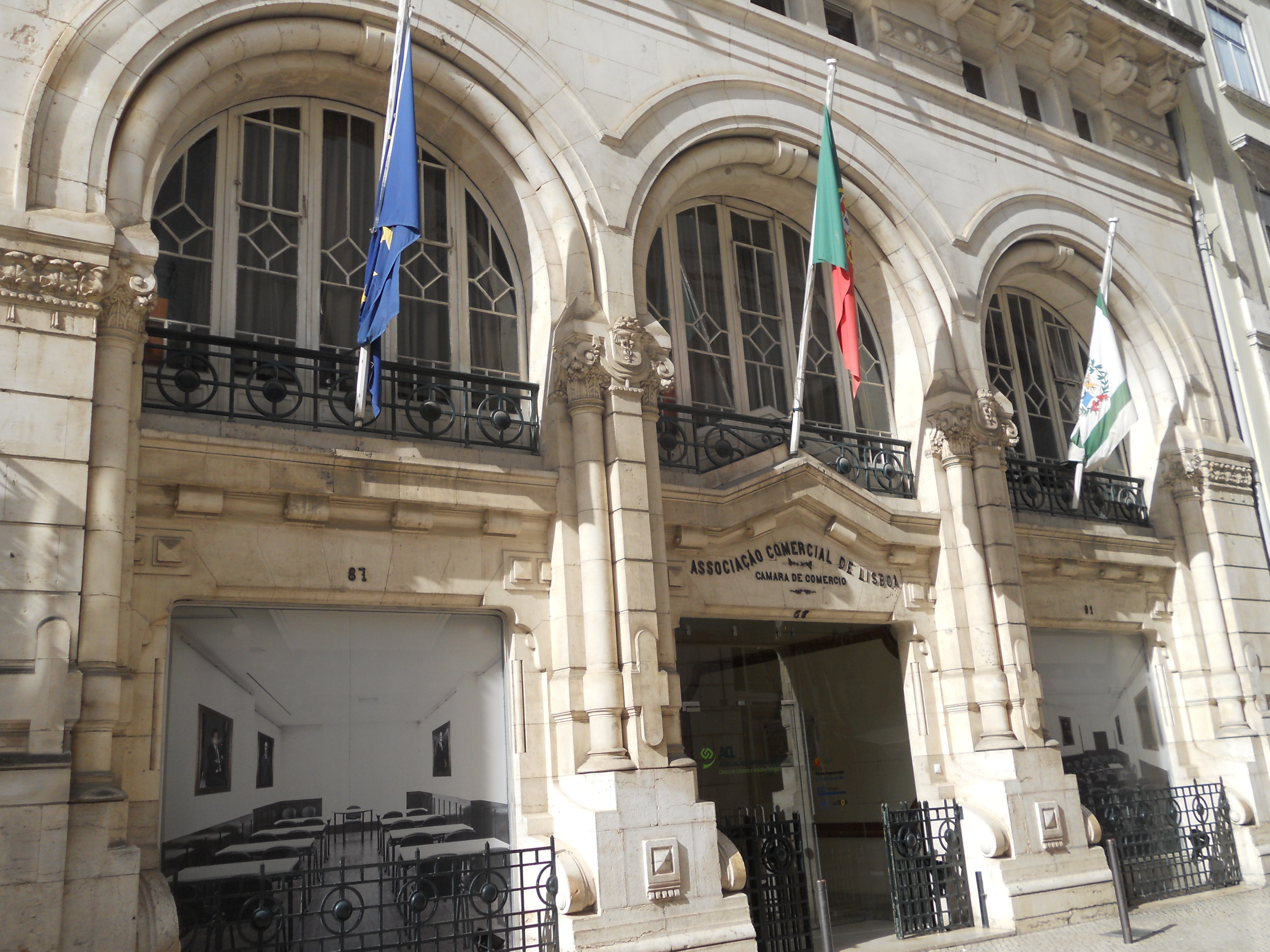
Fachada da sede da Câmara de Comércio

A Câmara de Comércio e Indústria Portuguesa GCC • MHMAI (CCIP) é uma associação constituída e fundada em 1834, na cidade de Lisboa, para assegurar a representação da comunidade de negócios da região a nível nacional e internacional. É a segunda mais antiga associação empresarial de Portugal.

## História
Em 1834, um núcleo de comerciantes de Lisboa, presidido por Francisco António de Campos Henriques, depois 1.° Barão de Vila Nova de Foz Coa, constituiu a Associação Mercantil Lisbonense, que, em fevereiro de 1855, passaria a denominar-se Associação Comercial de Lisboa (ACL).
A actual designação será fixada mais tarde, em 1903, quando a Associação adquire o estatuto de Câmara de Comércio e Indústria Portuguesa.
O espírito dos 277 empresários que, no dia 12 de junho de 1834, estabeleceram o primeiro regulamento provisório da Associação Mercantil Lisbonense, continua bem vivo nos actuais estatutos da Câmara de Comércio e Indústria Portuguesa (Câmara de Comércio). Pioneira do associativismo empresarial no país, a Associação Mercantil Lisbonense foi a primeira corporação económica em Portugal.
Nos seus primeiros estatutos, aprovados a 28 de dezembro de 1834, ficava bem claro que o objectivo que se propunha era promover tudo quanto possa julgar-se útil ao comércio português e tendente à prosperidade nacional, abstendo-se de toda a ingerência política ou religiosa.
Ao longo dos últimos dois séculos, a vida da Câmara de Comércio e Indústria Portuguesa foi a imagem e o reflexo dos acontecimentos que mais marcaram o país.
Hoje, a Câmara de Comércio é uma associação empresarial privada ao serviço das empresas portuguesas desde 1834, que promove, em particular, o desenvolvimento dos seus associados a nível nacional e internacional.
Conta com uma vasta rede de associados espalhados pelo país e dos mais diversos sectores de actividade.
Diariamente, trabalha para apoiar as empresas associadas no seu crescimento, afirmando-nos como um parceiro privilegiado para a internacionalização da economia nacional e promotores da ligação entre as PME e as grandes empresas. Conheça a mensagem do Presidente Bruno Bobone e o rumo da Câmara de Comércio.
No âmbito da actividade da Câmara de Comércio, disponibilizamos os seguintes serviços: apoio à internacionalização e emissão de documentos de exportação (Certificados de origem e Carnet ATA); eventos e formação; lobbying e orientação jurídica; e estudos e projectos especiais. Dispõe ainda de um Centro de Arbitragem Comercial, que tem como objectivo promover e difundir a resolução de litígios por via arbitral ou por meios alternativos de resolução de litígios.
A Câmara de Comércio possui parcerias estratégicas com a Confederação Internacional dos Empresários Portugueses (CIEP), Invest Lisboa e Fórum Empresarial da Economia do Mar (FEEM). Tem filiação na Eurochambres e a presidência em Portugal da ICC - International Chamber of Commerce.

## Condecorações[1]
- ... Honorária da Real Ordem Vitoriana da Grã-Bretanha e Irlanda (? de ? de 1903)
- Grã-Cruz da Ordem Militar de Nosso Senhor Jesus Cristo de Portugal (28 de maio de 1937)
- Membro-Honorário da Ordem Civil do Mérito Agrícola e Industrial Classe Industrial de Portugal (9 de abril de 1981)